# Up from the Bottom
„Up from the Bottom“ je píseň americké rockové skupiny Linkin Park. Vydána byla 27. března 2025 jako hlavní singl z deluxe edice osmého studiového alba From Zero skupiny.

## Pozadí
Po úvodní části turné From Zero World Tour na konci roku 2024 kapela začala pracovat na nové hudbě. Tehdy ještě nepojmenovaná píseň byla teasována během videa pro seriál LPTV, které bylo nahráno na YouTube kanál kapely 6. března 2025.
Dne 17. března kapela oficiálně odhalila „Up from the Bottom“ s datem vydání 27. března. V rozhovoru pro Billboard, který se uskutečnil před vydáním písně, člen kapely Joe Hahn píseň žertovně označil jako "the best song we've ever made".
Píseň byla vydána 27. března 2025 jako hlavní singl z deluxe edice osmého studiového alba From Zero skupiny. Singl byl v den vydání k dispozici na festivalu Fortnite.

## Žánr
Kritici píseň „Up from the Bottom“ popisují jako nu metal, rap rock, a pop-punk.

## Videoklip
Videoklip režíroval člen kapely Joe Hahn.

### Děj
Ve videoklipu vystupuje kapela uprostřed v obří místnosti. Objevují se členové skupiny v různých scénách: Hahn v kómatu, Brittain zavřený ve vězení, které je obklíčeno strážemi, Shinoda se snaží uniknout z betonové budovy skrz strop, Delson pochoduje po místnosti, Armstrongová si nasazuje šátek a Farrell je zavřený v krabici a má na sobě svěrací kazajku.

## Obsazení

#### Linkin Park
- Emily Armstrong – zpěv
- Colin Brittain – bicí
- Brad Delson – sólová kytara, klavír
- Dave Farrell – basová kytara
- Joe Hahn – gramofony, samply, programování
- Mike Shinoda – rap, doprovodné vokály, rytmická kytara, klávesy, samply